# Tárkány (foglalkozás)
A tárkány szó elterjedtebb jelentése a szakrális tartalommal telített ősi foglalkozásnév, a kovács.
A vasművességnek az ugor korig visszamenő hagyománya volt a magyarság körében, erről az ősi verő, fogó, üllő, fúvó foglalkozásnevek tanúskodnak.
A honfoglaló és kalandozó magyarok vasszükséglete nagy volt, a becslések szerint évi 20 tonna, amit a gyepvasérc összegyűjtésével fedeztek. A vaskohászatot különösen a törzsfők („vezérek”), mint katonai tisztségviselők támogatták. Az ércből kiolvasztott vas kovácsolása nem volt annyira helyhez kötve, így az a foglalkozásnevekben és a helynevekben is különvált már a honfoglalás idején. A 10. század elejétől két jelentős vaskohászati központ működött: az egyik a Nyugat-Dunántúlon Vasvár környékén, a másik Borsod megye északi részén, ezeken a helyeken tártak fel a régészek kohókat és különösen sok salakot. E vidékek központjaiból ellenőrizték a környék vasat szolgáltató népeit, s terméküket is itt tárolták és innen osztották szét.
Az ómagyar nyelvben az ércből vascipót előállító neve a vasas volt, míg a kovácsé a verő vagy vasverő, amely nevek a helynevekből kimutathatóak. Az ótörök nyelvben a temir, a mongolban a temür jelentette a vasat, mindkét foglalkozásnevet pedig a temürdzsi. Emellett a hasonló jelentésű, de szakrális kovácsolás tartalommal bíró török tarkan és a mongol darkan foglalkozásneveket is használták az eurázsiai sztyeppéken. Magyarországon a tarkannak megfelelő Tárkány és a temürdzsinek megfelelő Tömörcs és Tömördök helynevek is fellelhetők. A régi magyarban lehet, hogy a kicsinyítő képzőnek érződő -d cserélődött fel a -cs végződésre.
A szláv nyelvekben a rud, 'rot' „vörös”, eredetű ruda 'érc', végeredményben 'réz' értelmű sumer – vagy ott is jövevény – szavak rejtik a vasművességet. Az -n képzővel ellátott Rudna, Radna helynevek jelzik érclelőhelyeinket. A vegyes hangrendű szláv rudnik a magyarban mind mély hangrendű rudnok, mind magas hangrendű rednek alakban jelzi a kovácsot, de mély, magas és vegyes hangrendben is előfordulnak a Rednek, Rendek, Rudnok, Rudnik, Rednik, Radnuk helynévi alakok. A szláv nyelvekben a kovács szóra a Kovár, Kovárc, Koval, Kazinc és Kaznacs szóalakok és helynevek is előfordulnak.
Mindezen helynevek közül a legáltalánosabb, minden ispáni vár körül előforduló falunevek a Kovácsi nevű falvak, ami azt mutatja, hogy ezen falvak a Szent Istváni államszervezése során létesülhettek. A régi vallási tartalommal telt Tárkány helynevek fellelhetősége viszont igen jellegzetesen korlátozott. Ezek úgy tűnik, a fejedelmi és a régi vezéri szálláshelyekhez kötődtek: a Marcal forrásánál Huba vezérnek, Zemplén vármegye területén Ond vezérnek (vagy Borsnak), Erdélyben Zsombor Gyulának, Csongrádban, Szatmárban és Temesben más vezéreknek (törzsfőknek) a szállásaihoz.
A Tárkány, valamint a hozzájuk kapcsolódó Rednek és Rudnok helynevek nagyon gyakoriak, mindazonáltal nincs nyoma annak, hogy bekerültek volna személynévként a királyi szolgálónépek közé.
Mások, például Ligeti Lajos szerint a tarkan egy méltóságnév, s iráni forrásokban a tarẖan, török nyelvekben inkább a tarχan, mongol pedig a darqan a rokon szavak. Türk feliratokon tűnik fel először, a türkökhoz szogd közvetítéssel került valószínűleg a zsuanzsuanoktól. E nézetek szerint nem kapcsolódhaz a kovács jelentéshez, de valamiféle szakrális kovács intézmény feltételezése is elfogadhatatlan. Korai jelentése sem lehet nemes, azaz adófizetéstől mentes ember, mert ezek a jelentések a mongol korban fejlődtek ki vele kapcsolatban. Ezen álláspont szerint tehát a Tarján törzsnév és helynevek és a Tárkány helynevek is a méltóságnévből erednek.

## Ajánlott irodalom
- Vastagh Gábor: Tanulmányok a kohászat magyarországi történetéből